# 西岡剛 (投手)
西岡 剛（にしおか つよし、1964年6月16日 - ）は、大阪府八尾市出身の元プロ野球選手（投手）。右投右打。

## 来歴・人物
近大附高、近畿大学時代から長身からの速球を武器にした好投手として知られていた。近大附高の3年時、1982年夏の大阪府予選決勝に進出。前評判では有利と思われていたが、投打の柱 田宮実（のち早大）擁する公立校の春日丘高校に1対9で大敗した。
1983年に近畿大学進学。近大では1985年の3年時からエースとなり、関西学生野球春のリーグ戦で優勝を果たしたものの、全日本大学野球選手権関西地区代表決定戦で大阪大学に敗退、続く第二代表決定戦でも龍谷大学に敗れて代表の座をつかめなかった。秋はリーグ戦・明治神宮野球大会関西地区代表決定戦を勝ち抜き本大会に進出を果たした。圧倒的大本命と見られていた1986年の4年時は、春・秋ともに3年生古田敦也などを擁した立命館大学に覇権を奪われるなど、アマチュア時代は悲運の投手であった。関西学生リーグ通算36試合17勝7敗、防御率1.64、208三振、最優秀投手2回、最優秀選手、ベストナイン各1回の成績で、西の奪三振王と評されていた。長身からの速球とフォークボールが武器。大学同期に畑山俊二、1年下に山内嘉弘投手がいた。
1986年のプロ野球ドラフト会議でヤクルトスワローズから1位指名を受け入団。
プロ1年目の1987年から一軍登板と果たし、後楽園球場での最後のナイターの試合である同年10月17日の巨人対ヤクルト戦においては先発として登板し、8回まで二塁すら踏ませず0点に抑えていたものの、味方も無得点で9回2アウトから原辰徳にサヨナラヒットを打たれて敗戦投手になった。
1991年はMLBの1A・サリナス・スパーズに野球留学した。
1992年オフに森浩二との交換トレードでオリックス・ブルーウェーブに移籍したが、一軍で出場することはできずに、未勝利のまま1994年限りで現役を引退した。

## 詳細情報

### 年度別投手成績
| 年 度    | 球 団    | 登 板 | 先 発 | 完 投 | 完 封 | 無 四 球 | 勝 利 | 敗 戦 | セ 丨 ブ | ホ 丨 ル ド | 勝 率 | 打 者 | 投 球 回 | 被 安 打 | 被 本 塁 打 | 与 四 球 | 敬 遠 | 与 死 球 | 奪 三 振 | 暴 投 | ボ 丨 ク | 失 点 | 自 責 点 | 防 御 率 | W H I P |
| -------- | -------- | ----- | ----- | ----- | ----- | -------- | ----- | ----- | -------- | ----------- | ----- | ----- | -------- | -------- | ----------- | -------- | ----- | -------- | -------- | ----- | -------- | ----- | -------- | -------- | ------- |
| 1987     | ヤクルト | 27    | 2     | 1     | 0     | 0        | 0     | 2     | 0        | --          | .000  | 202   | 48.0     | 47       | 6           | 18       | 0     | 1        | 36       | 2     | 0        | 21    | 20       | 3.75     | 1.35    |
| 1988     | ヤクルト | 12    | 2     | 0     | 0     | 0        | 0     | 2     | 0        | --          | .000  | 91    | 20.1     | 24       | 6           | 10       | 0     | 1        | 20       | 4     | 0        | 16    | 16       | 7.08     | 1.67    |
| 通算:2年 | 通算:2年 | 39    | 4     | 1     | 0     | 0        | 0     | 4     | 0        | --          | .000  | 293   | 68.1     | 71       | 12          | 28       | 0     | 2        | 56       | 6     | 0        | 37    | 36       | 4.74     | 1.45    |

### 記録
- 初登板：1987年6月14日、対読売ジャイアンツ11回戦（後楽園球場）、5回裏から3番手で救援登板、2回1失点
- 初先発登板：1987年10月12日、対中日ドラゴンズ25回戦（ナゴヤ球場）、2回4失点（自責点3）で敗戦投手
- 初完投：1987年10月17日、対読売ジャイアンツ26回戦（後楽園球場）、8回1/3を1失点で敗戦投手

### 背番号
- 21（1987年 - 1990年）
- 43（1991年 - 1992年）
- 50（1993年 - 1994年）